# Nokia 6125
Il Nokia 6125 è un telefono cellulare prodotto dall'azienda finlandese Nokia e messo in commercio nel 2006.

## Caratteristiche
- Dimensioni: 90 x 46 x 23 mm
- Massa: 98 g
- Risoluzione display interno: 128 x 160 pixel a 265 000 colori
- Risoluzione display esterno: 96 x 65 pixel a 65 000 colori
- Durata batteria in conversazione: 5 ore
- Durata batteria in standby: 280 ore (11 giorni)
- Fotocamera: 1,3 megapixel
- Memoria: 11 MB espandibile fino a 2 GB con MicroSD
- Bluetooth, Infrarossi e USB

## Kit d'acquisto
- Batteria
- Manuale d'uso
- Caricabatteria da viaggio
- Auricolare